# 南川河 (湟水)

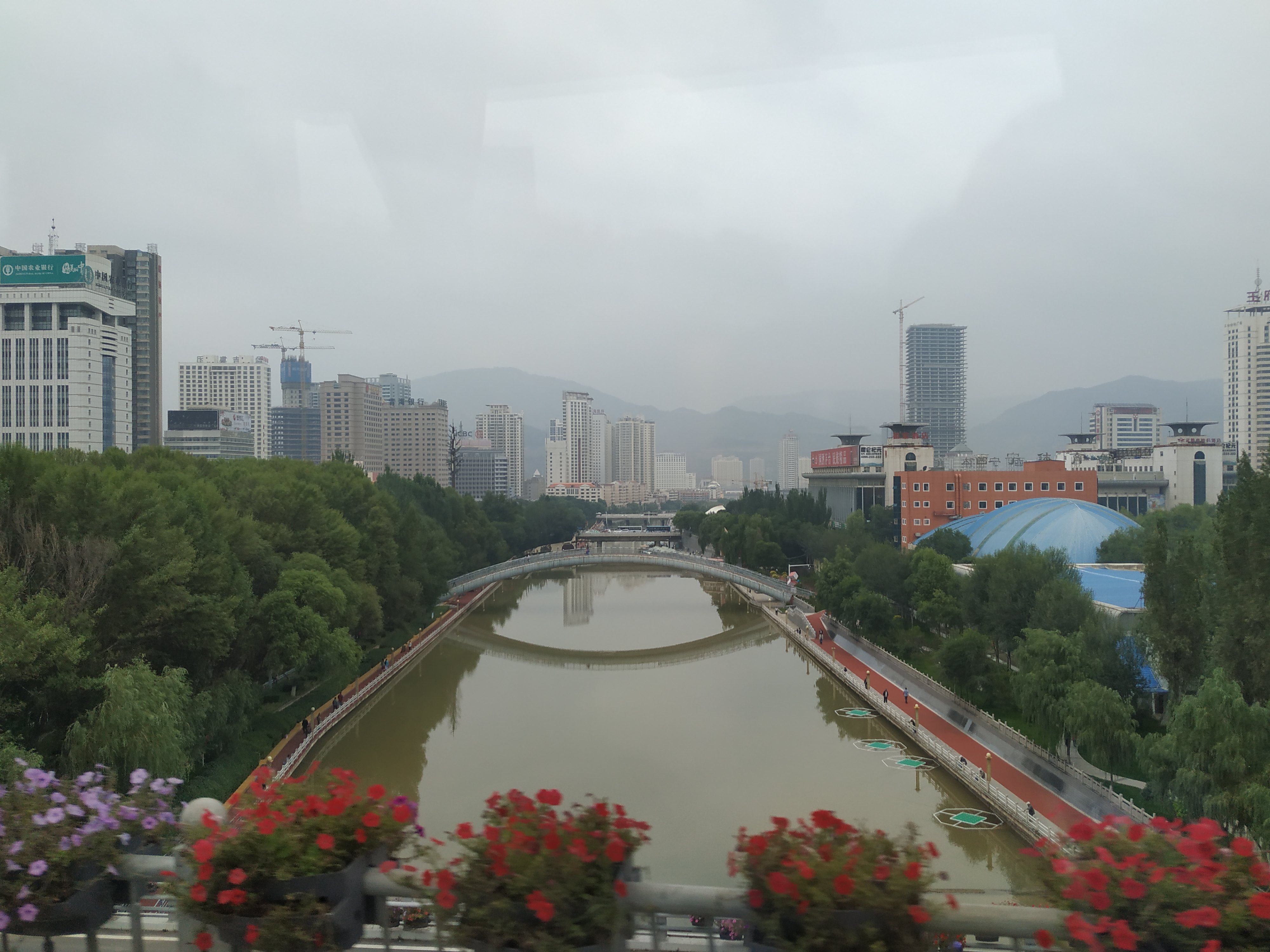
西宁市昆仑桥上看南川河

南川河，位于中华人民共和国青海省西宁市境内的一条河流，为湟水右岸支流，发源于西宁市湟中区西北南缘拉脊山口西北1千米处的高地，自西南向东北，流经上新庄镇、城中区总寨镇等地，于西宁市区长江路湟水大桥以西汇入湟水干流。河长49.2千米，流域面积398平方千米，河道平均比降35.9‰。年均径流量6300万立方米。